# José Inácio Silveira da Mota
José Inácio Silveira da Mota (Cidade de Goiás, 15 de fevereiro de 1811 — 16 de outubro de 1893) foi um advogado e político brasileiro. Dr. José Inácio era tio do poeta Álvares de Azevedo.

## Biografia

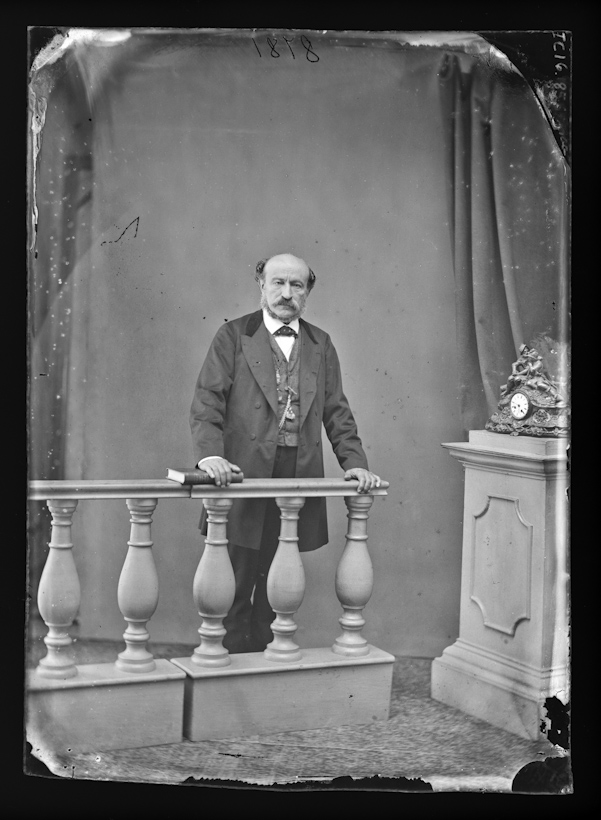
Senador Silveira da Motta, foto de Militão Augusto de Azevedo.

Foi deputado provincial, deputado geral, conselheiro de Estado e senador do Império do Brasil de 1855 a 1889. Quando senador, foi autor de uma lei aprovada em 12 de junho de 1862 que estabelecia, entre outras medidas, "a proibição de venda de escravos sob pregão e exposição pública, bem como a proibição de, em qualquer venda, separar o filho do pai e o marido da mulher" (in: VERONESE, Josiane Rose Petry. Os direitos da Criança e do Adolescente. São Paulo: LTr, 1990).
Segundo o historiador Boris Fausto (1985, p. 182), Silveira da Mota foi uma das figuras do partido liberal, sendo o responsável por introduzir um tema hoje atual, ao dizer que as reformas deviam originar-se da opinião pública e não do governo, como sempre acontecera no país.